# Scythris gratiosella
Scythris gratiosella is een vlinder uit de familie dikkopmotten (Scythrididae). De wetenschappelijke naam is voor het eerst geldig gepubliceerd in 1978 door Jackh.
De soort komt voor in Europa.